# Wilson Rojas Vanegas
Wilson Rafael Rojas Vanegas (Riohacha, siglo XX) es un abogado y político colombiano, quien se desempeñó como Gobernador de La Guajira.

## Biografía
Nacido en Riohacha, capital de La Guajira, es abogado de profesión y posee una especialización en Gerencia pública.
En el campo político, fue Secretario de Gobierno bajo la administración de José Luis González Crespo (2004-2008), Asesor de Asuntos Fronterizos en la de Juan Francisco Gómez Cerchar (2012-2013), Secretario de Gobierno en la de José María Ballesteros Valdivieso (2014-2015) y también Secretario de Gobierno en la de Wilmer González Brito.
Así mismo, fue jefe de campaña de González Brito en las elecciones atípicas de 2016 y Alcalde Encargado de Maicao en noviembre de 2015, durante la administración de Ballesteros Valdivieso, cuando el Alcalde Eurípides Pulido Rodríguez fue suspendido.
El 29 de marzo de 2019, fue designado por el presidente Iván Duque Márquez como Gobernador Encargado de La Guajira, tras la suspensión de González Brito del cargo debido a su condena por delitos electorales. Rojas ya venía ocupando el cargo desde noviembre de 2018, cuando el Gobernador González Brito lo encargó. Su mandato concluyó el 28 de mayo del mismo año, cuando, mediante el sistema de terna presentada por el Partido Conservador y el Partido de la U, fue reemplazado por Wilbert Hernández Sierra.
Es investigado por un contrato irregular de $11.000 millones durante su administración.